# Villars-en-Pons
Villars-en-Pons – miejscowość i gmina we Francji, w regionie Nowa Akwitania, w departamencie Charente-Maritime.
Według danych na rok 1990 gminę zamieszkiwało 387 osób, a gęstość zaludnienia wynosiła 29 osób/km² (wśród 1467 gmin regionu Poitou-Charentes Villars-en-Pons plasuje się na 639. miejscu pod względem liczby ludności, natomiast pod względem powierzchni na miejscu 663.).